# Рамм, Николаус
Николаус Рамм (нем. Nicolaus Ramme, латыш. Nikolajs Ramms, лит. Nicholas Rammas; ум. 1532) — немецкий протестантский переводчик и проповедник XVI века. Перевёл отрывки из Библии на латышский язык. В 1530 году впервые перевёл на латышский язык Десять заповедей. С его именем связано начало письменной традиции на латышском языке. Работал в монастыре святой Анны в Лимбажи.